# Слободское (озеро, Холмогорский район)
Слободско́е (Большое Слободское) — крупное озеро в Кехотском сельском поселении Холмогорского района Архангельской области (бассейн реки Северная Двина).
Озеро находится в 60 км к югу от Архангельска. К северу от озера находится болото Идоловское, к западу — болото Сосновское, к югу — болото Караваевский Мох и болото Игромовское. Рядом находятся озёра Малое Слободское и Корельское. Площадь озера — 12,2 км², площадь водосборного бассейна — 184 км². Глубина достигает 6 метров. В озере водятся: щука, лещ, окунь, сорога, карась, ёрш. В 1929 году в Слободском заказнике для акклиматизации была выпущена ондатра, в 1936 году — речные бобры, в 1951 году — уссурийский енот, в 1967 году американская норка.
Относится к Двинско-Печорскому бассейновому округу.

## Реки
Кроме крупного притока Слобозерки в озеро впадают речка Матигорка и ручей Большой. Из Слободского вытекает река Кехта или Слободская (приток Северной Двины).

## Топографическая карта
- Лист карты Q-37-142-C,D — ФГУП «ГОСГИСЦЕНТР»